# Pandemia de COVID-19 em Essuatíni
Este artigo documenta os impactos da pandemia de COVID-19 em Essuatíni e pode não incluir todas as principais respostas e medidas contemporâneas.

## Cronologia
Em 14 de março, o primeiro caso de COVID-19 em Essuatíni foi confirmado, tratando-se de uma mulher de 33 anos de idade que havia voltado dos Estados Unidos no final de fevereiro e, então, viajou para Lesotho, antes de ir para Essuatíni.
Antes de 13 de março, existiam três casos suspeitos em Essuatíni, consistindo em três mulheres com histórico de viagens internacionais: a primeira que havia ido para a Dinamarca e a outra para a Alemanha.